# مرزوقة (فلم)
مرزوقة هو فيلم مصري عرض عام 1983، بطولة فريد شوقي وبوسي وفاروق الفيشاوي، ومن إخراج سعد عرفة.

## قصة الفيلم
تدور أحداث الفيلم حول برعي شحاذ ضرير تساعده ابنته الجميلة مرزوقة في تكوين ثروة كبيرة من الشحاذة. ويتعرف النصاب سرسق على مرزوقة، ويتفقان على سرقة الثروة التي يمتلكها الأب، ليعيش معها في شقة مفروشة، ثم يهرب وحده بالثروة للإسكندرية، ويصبح مالكًا لشركة تصدير واستيراد، ويغير اسمه ويتزوج من فتاة ثرية.

## طاقم التمثيل
- فريد شوقي: (برعي)
- بوسي: (مرزوقة)
- فاروق الفيشاوي: (سرسق / أحمد أبو المجد)
- نادية فهمي: (نعمة)
- سلوى محمود: (فردوس)
- محمد متولي: (قراقيش)
- حمدي يوسف: (النص)
- هبة: (مرزوقة وهي طفلة)
- هريدي عمران: (تاجر الملابس المستعملة)
- عمران بحر: (صاحب المسمط)
- سيد مصطفى: (فؤاد)

## فريق العمل
- إخراج: سعد عرفة
- قصة: سعد عرفة
- سيناريو: سعد عرفة، بشير الديك
- حوار: بشير الديك
- مدير التصوير: محمد طاهر
- مونتاج: حسين عفيفي
- موسيقى تصويرية: فؤاد الظاهري
- إنتاج: أفلام الشرق الجديد (سعد عرفة)
- توزيع داخلي: أفلام إيهاب الليثي
- توزيع خارجي: الشركة اللبنانية للتجارة والاستثمار السينمائي (صبّاح إخوان)